# Верндейл (Міннесота)
Верндейл (англ. Verndale) — місто (англ. city) в США, в окрузі Водена штату Міннесота. Населення — 511 особа (2020).

## Географія
Верндейл розташований за координатами 46°23′49″ пн. ш. 95°0′40″ зх. д. / 46.39694° пн. ш. 95.01111° зх. д. (46.397035, -95.011124).  За даними Бюро перепису населення США в 2010 році місто мало площу 2,53 км², уся площа — суходіл.

## Демографія
Згідно з переписом 2010 року, у місті мешкали 602 особи в 239 домогосподарствах у складі 156 родин. Густота населення становила 238 осіб/км².  Було 253 помешкання (100/км²).
Расовий склад населення:
| - 94,4 % — білих - 1,0 % — корінних американців - 0,2 % — азіатів - 1,5 % — осіб інших рас |

До двох чи більше рас належало 3,0 %. Частка іспаномовних становила 2,7 % від усіх жителів.
За віковим діапазоном населення розподілялося таким чином: 28,4 % — особи молодші 18 років, 55,8 % — особи у віці 18—64 років, 15,8 % — особи у віці 65 років та старші. Медіана віку мешканця становила 35,0 року. На 100 осіб жіночої статі у місті припадало 106,9 чоловіків;  на 100 жінок у віці від 18 років та старших — 108,2 чоловіків також старших 18 років.
Середній дохід на одне домашнє господарство  становив 49 330 доларів США (медіана — 44 091), а середній дохід на одну сім'ю — 57 938 доларів (медіана — 50 385). Медіана доходів становила 41 193 долари для чоловіків та 41 250 доларів для жінок. За межею бідності перебувало 11,3 % осіб, у тому числі 8,1 % дітей у віці до 18 років та 9,8 % осіб у віці 65 років та старших.
Цивільне працевлаштоване населення становило 294 особи. Основні галузі зайнятості: освіта, охорона здоров'я та соціальна допомога — 26,2 %, роздрібна торгівля — 10,9 %, транспорт — 10,5 %.